# Arteria vaginal
La arteria vaginal es una arteria que se origina, en la mujer, como rama intrapélvica visceral de la arteria ilíaca interna, que a veces nace de la arteria uterina.

## Ramas
- Ramos para el cuello de la vejiga urinaria y la parte posterior de la uretra.[1]

## Distribución
Se distribuye hacia la vagina y el fondo de la vejiga urinaria.

## Función
La arteria vaginal suministra sangre oxigenada a la pared muscular de la vagina , junto con la arteria uterina y la arteria pudendo interna. También irriga el cuello uterino , junto con la arteria uterina.